# Charles Malik Whitfield
Charles Malik Whitfield (The Bronx (New York), 1 augustus 1971) is een Amerikaans acteur en filmproducent. 

## Biografie
Whitfield begon in 1993 met acteren in de televisieserie One Life to Live. Hierna heeft hij nog meerdere rollen gespeeld in televisieseries en films zoals Behind Enemy Lines (2001), The Guardian (2001-2003), Bound by Lies (2005) en Supernatural (2007-2008).
Whitfield is getrouwd geweest en heeft hieruit twee kinderen, naast het opvoeden van zijn kinderen is hij ook actief als leraar acteren in een acteerklas.

## Filmografie

### Films
Uitgezonderd korte films.
- 2024 The Assistant 2 - als ??
- 2024 Night Games - als de schoonmaker
- 2022 Unfavorable Odds - als Kenny
- 2022 The Stepmother - als Harrison
- 2020 Blue: The American Dream - als Courtney Brown
- 2019 Love Dot Com: The Social Experiment - als Paul Quinn
- 2019 Three's Complicated - als Craig
- 2018 Compton's Finest - als Kevin Blackman
- 2018 We Belong Together - als Thomas
- 2017 Couples' Night - als Kev
- 2017 The Hills - als sergeant Manson
- 2016 A Heart That Forgives - als Silk
- 2016 She's Got a Plan - als Allen Dash
- 2016 Blue: The American Dream - als Courtney Brown
- 2015 Forgiveness – als rechercheur Stewart
- 2014 Steps of Faith - als Marshall Lee
- 2010 Gun – als Dante
- 2010 Krews – als Rebob
- 2009 A Day in the Life – als pastoor Freedman
- 2009 Truly Blessed – als Joseph
- 2009 Blue – als Courtney Brown
- 2009 Notorious – als Wayne
- 2008 A Line in the Sand – als Owen
- 2008 15 Minutes of Fame – als Nodoubt
- 2008 Untitled Cedric the Entertainer Project – als Thomas Osgood
- 2007 Grindin' – als Malik X
- 2005 Bound by Lies – als Luitenant Eddie Fulton
- 2004 Doing Hard Time – als Armand
- 2002 Second String – als Voyles
- 2002 High Times Potluck – als Malik
- 2001 Behind Enemy Lines – als kapitein Rodway
- 2001 Prison Song – als agent Welles
- 2000 The Playaz Court – als Juwane
- 1998 The Temptations – als Otis Williams
- 1994 Bleeding Hearts – als Donny Stewart
- 1994 Fresh – als Smokey

### Televisieseries
Uitgezonderd eenmalige gastrollen.
- 2024 - 2025 Beauty in Black - als Jules - 16 afl.
- 2019 - 2022 Chicago Med - als Ben Campbell - 16 afl.
- 2022 Terror Lake Drive - als burgemeester Delroy Brown - 5 afl.
- 2019 Chambers - als Russell Perkins - 3 afl.
- 2019 Last Call - als Darius Knight - 13 afl.
- 2015 - 2018 Empire - als L.C. Price - 6 afl.
- 2014 - 2017 If Loving You Is Wrong - als Lushion - 56 afl.
- 2016 American Horror Story - als Mason Harris - 3 afl.
- 2015 - 2016 The Night Shift - als mr. Martin - 2 afl.
- 2011 Southland – als rechercheur Manheim – 2 afl.
- 2007 – 2008 Supernatural – als FBI agent Victor Henriksen – 4 afl.
- 2005 – 2006 Love, Inc. – als Larry – 2 afl.
- 2001 – 2003 The Guardian – als James Mooney – 45 afl.
- 1993 – 1994 One Life to Live – als dr. Ben Price - ? afl.

### Filmproducent
- 2024 Night Games - film
- 2023 The Bastard Sons - film
- 2019 Last Call - televisieserie - 13 afl.
- 2018 2 Wrongs - korte film
- 2017 The Hills - film
- 2016 A Heart That Forgives - film
- 2014 Steps of Faith - film
- 2008 15 Minutes of Fame - film